# West Lafayette (Indiana)
West Lafayette es una ciudad ubicada en el condado de Tippecanoe en el estado estadounidense de Indiana. En el Censo de 2010 tenía una población de 29596 habitantes y una densidad poblacional de 1.498,63 personas por km².

## Geografía
West Lafayette se encuentra ubicada en las coordenadas 40°27′19″N 86°54′43″O / 40.45528, -86.91194. Según la Oficina del Censo de los Estados Unidos, West Lafayette tiene una superficie total de 19.75 km², de la cual 19.72 km² corresponden a tierra firme y (0.13%) 0.03 km² es agua.

## Demografía
Según el censo de 2010, había 29596 personas residiendo en West Lafayette. La densidad de población era de 1.498,63 hab./km². De los 29596 habitantes, West Lafayette estaba compuesto por el 76.82% blancos, el 2.75% eran afroamericanos, el 0.14% eran amerindios, el 17.33% eran asiáticos, el 0.02% eran isleños del Pacífico, el 0.9% eran de otras razas y el 2.05% pertenecían a dos o más razas. Del total de la población el 3.55% eran hispanos o latinos de cualquier raza.